# Vicente Ferreira Gomes
Vicente Ferreira Gomes, o Carona (Porto Alegre, 27 de julho de 1805 — Porto Alegre, 1 de junho de 1838), foi um advogado, político e jornalista brasileiro.
Filho de Apolinário José Gomes nascido em Lisboa na Freguesia de Santa Engrácia, e Perpétua Maria dos Santos. Irmão de Antônio José Gomes Porto-Alegre (pai de Apolinário Porto-Alegre), Maria Carolina,  Apolinário José, Teresa Carolina, Lúcio José e  Joaquim José Gomes. Estudou na escola do respeitado padre  Tomé Luís de Sousa.
Era apelidado de Carona por ser corpulento, ter feições bem marcadas e gestos largos que o destacavam.  Iniciou sua carreira como redator no Diário de Porto Alegre, primeiro jornal do Rio Grande do Sul, substuindo João Inácio da Cunha.
Depois do fechamento do Diário, foi fundador do jornal Constitucional Rio-Grandense, em 1828, que circulou até 1831, foi um dos primeiros jornalistas de Porto Alegre. Imprimiu ao jornal uma feição liberal. Neste jornal trabalhava Pedro José de Almeida, o agitado e gordo Pedro Boticário, que defendia a reforma federativa.
Além de jornalista, trabalhou como rábula , para legalizar a situação, submeteu-se a provas perante uma junta de advogados e prestou juramento como juiz municipal em Porto Alegre, foi afastado por motivo de doença e substituído, em 16 de junho de 1835, por Pedro Boticário. Trabalhou também como escriturário da Contadoria da Junta da Fazenda e, inflamado orador, conquistou uma cadeira de deputado na Assembléia Provincial. 
Foi membro da diretoria do primeiro grupo de teatro amador de Porto Alegre, a sociedade Theatrinho Particular, cujo secretário era  Pereira Coruja, participando não somente da parte administrativa, mas também trabalhando nos bastidores como segundo contra-regra. 
Era partidário dos farrapos, participou da Revolução Farroupilha como chefe de polícia, advogado e parlamentar. Preso, após a retomada de Porto Alegre pelos legalistas, foi enviado à Presiganga, onde adoeceu. Levado à Santa Casa, não resistiu e, dias depois, faleceu.
Casado com Francisca Vellez Gomes, é pai de Fernando Ferreira Gomes.